# ماهیچه نزدیک‌کننده شست پا
ماهیچه نزدیک‌کننده شست پا (انگلیسی: Adductor hallucis muscle) نزدیک‌کننده شست پا به انگشت محور است. این ماهیچه دارای دو سر مایل و عرضی است.
سر بخش مایل آن استخوان‌های دوم تا چهارم کف پایی. سر بخش افقی‌اش، رباط‌های مفصل استخوان کف پا و بند اول انگشتان دوم تا پنجم و سر متحرک آن لبه خارجی استخوان بند اول انگشت پا است.
عصب‌گیری آن از شاخه عمقی عصب خارجی کف‌پایی (پلانتار) است.
کارکرد آن نزدیک کردن مفصل استخوان کف پا و بند اول انگشت شست پا است.

## نگارخانه

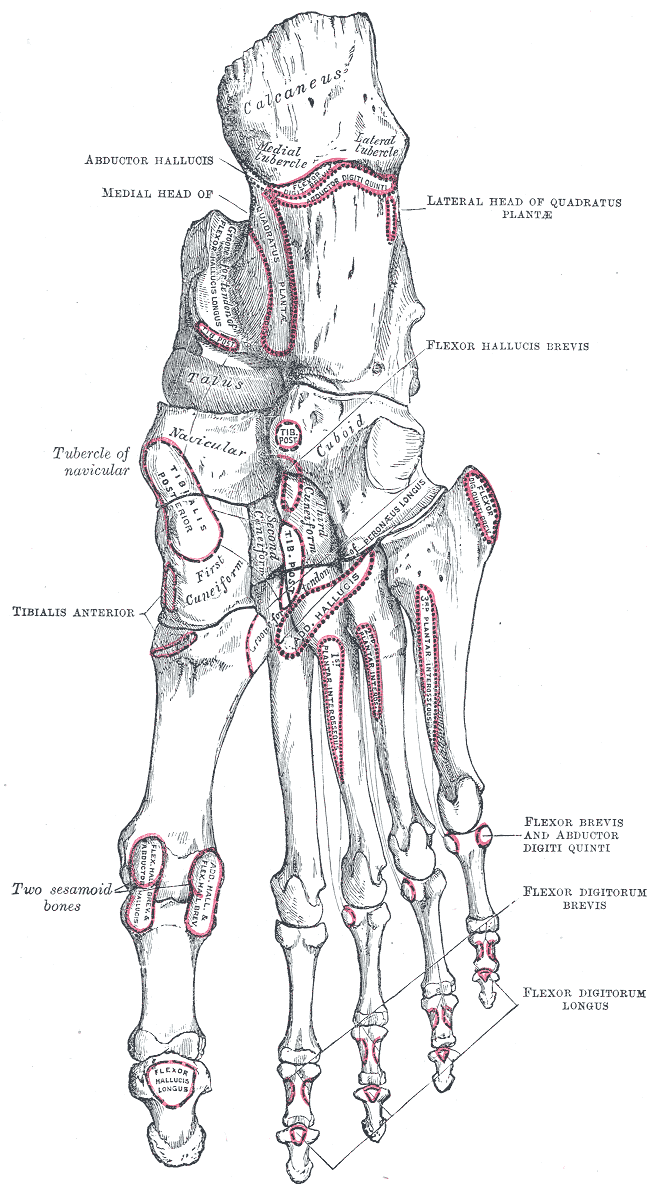
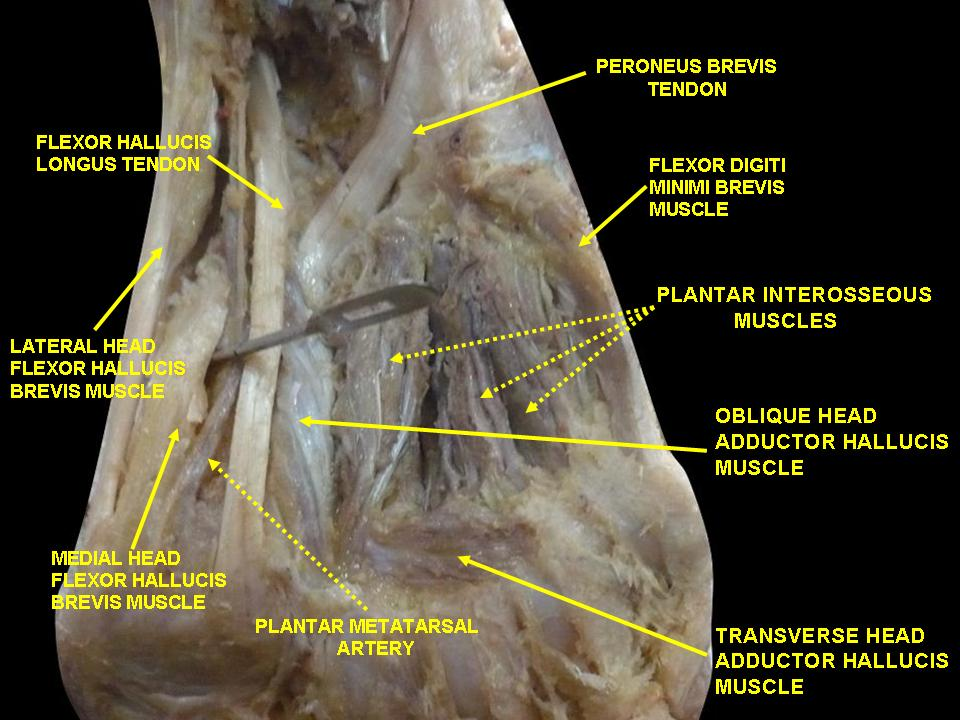